# Rugby à XV à Chypre
Cet article traite du rugby à XV à Chypre.

## Histoire
Le rugby à XV est apparu à Chypre dans les années 1980, pratiqué par les militaires britanniques dans les bases militaires souveraines d'Akrotiri et Dhekelia, mais également par des contingents argentins et australiens de l'ONU. Les civils chypriotes ne le pratiquent qu'à partir des années 2000, notamment lorsque de nombreux locaux expatriés en Afrique du Sud reviennent dans leur terre natale. Ces derniers créent le club des Paphos Tigers en 2003. L'année suivante, après la création de nouveaux clubs, les Limassol Crusaders et les Nicosia Barbarians, une fédération voit le jour afin de créer une équipe nationale,,.  
Le premier match officiel du XV chypriote a lieu le 24 mars 2007 à domicile contre la Grèce, conclu sur une victoire des locaux sur le score de 39-3. Chypre poursuit ses débuts dans le rugby international en battant l'Azerbaïdjan 29-0 au Stade Pafiako à Paphos le 28 octobre 2007.  
Ils défont ensuite Monaco le 31 octobre 2007 (19-10) et la Slovaquie le 3 novembre 2007 (38-8). Après avoir remporté le tournoi de 3e division, ils se qualifient pour une finale de promotion contre Israël. Le 6 septembre 2008, Chypre est alors battu 23-14 et reste donc en 3e division. Cette défaite est la première défaite essuyée par les Chypriotes.
Le 10 décembre 2013, l'équipe chypriote conclut sa 21e victoire d'affilée dans l'année, soit mieux que la série de 14 victoires détenue par les All Blacks en 2013, ainsi que celle du record alors en vigueur de 18 victoires, au compte de la Lituanie. Néanmoins, la Fédération chypriote n'étant alors pas un membre à part entière de l'IRB, ce nouveau record n'est pas comptabilisé par cette dernière.

## Organisation
La Fédération chypriote de rugby à XV organise le rugby sur l'île. Elle rejoint la FIRA en 2006.

## Équipe nationale
L'équipe de Chypre de rugby à XV représente le pays lors des rencontres internationales.

## Compétitions nationales
Le championnat de Chypre de rugby à XV regroupe les meilleurs clubs de Chypre.

## Joueurs notables
Quelques joueurs notables : Christo Kasabi, Chris Dicomidis, Adam Emirali et Marcus Holden.